# Avinyó Nou
Avinyó Nou es una localidad española perteneciente al municipio barcelonés de Aviñonet del Penedés, en Cataluña. Se encuentra ubicada en la comarca del Alto Penedés.

## Toponimia
Hasta 2007 su nombre era las Caborias (en catalán: les Cabòries), pero aquel año los vecinos del núcleo debatieron cambiar el nombre, para que no tuviera que ver con la palabra cabòria («preocupación, manía, pensamiento que ocupa mucho tiempo»). A raíz de este debate surgió la nueva denominación.